# دان روبرتس
دان روبرتس هو موسيقي كندي، ولد في 22 مايو 1967 في وينيبيغ في كندا.

## وصلات خارجية
- دان روبرتس على موقع ميوزك برينز (الإنجليزية)
- دان روبرتس على موقع ديسكوغز (الإنجليزية)